# Hazel English
Hazel English (née Eleisha Caripis) est une auteure-compositrice-interprète australo-américaine d'indie pop vivant à Oakland en Californie. Elle mène le groupe du même nom.

## Biographie

### Jeunesse et carrière
Avant de composer de la musique, Hazel English se consacre à l'étude de l'écriture créative à Melbourne. En 2013, elle déménage à San Francisco pour un programme d'échange étudiants, puis à Oakland . Sa carrière musicale débute sur des scènes ouvertes et avec des artistes locaux. Elle rencontre Jackson Phillips du groupe Day Wave (en) à la librairie où elle travaille à l'époque. Ils deviennent collaborateurs musicaux, Phillips co-écrivant la plupart des chansons. Elle forme un groupe, en gardant le nom Hazel English, et jouent leur premier concert le 9 septembre 2015 en première partie de Craft Spells (en) au Great American Music Hall (en) à San Francisco. Cette même année, Hazel English publie ses trois premières chansons sur SoundCloud: Never Going Home, It's Not Real et Fix,.
En 2016, Hazel English sort l'EP Never Going Home sur le label Marathon Artists et House Anxiety Records,,. Le 12 mai 2017, elle sort son double EP, Just Give In/Never Going Home,,.

### 2019-2020:Wake UP!
Le 6 novembre 2019, English dévoile le single Shaking, coécrit par Blake Stranathan et produit par Justin Raisen. Stereogum a estimé que la chanson est une « frappe en plein cœur du psychédélisme des années 1960. Sa mélodie centrale incroyablement accrocheuse est fraîche tout en gardant une sensibilité rétrospective.» L'album a été produit par Justin Raisen (en) à Los Angeles et par Ben H. Allen (en) à Atlanta. Lors de sa sortie, Wake UP ! reçoit des critiques positives, les critiques saluant l'évolution d'Hazel English depuis ses précédents titres,,.

### 2021 à aujourd’hui:Summer NightsEP
En mai 2021, Hazel English sort sa reprise de la chanson California Dreamin', enregistrée à l'origine sous forme de démo pour la compilation de bienfaisance Stay Home de Polyvinyl Records, dont les recettes étaient destinées aux artistes présentés. Le 16 novembre, Hazel English sort son unique single de l'année, Nine Stories. The New York Times fait l'éloge de la chanson en la qualifiant de « rêverie dream-pop de trois minutes, cachant des paroles assez ironiques pour une chanson de Belle & Sebastian sous un tourbillon de guitares cliquetantes et de voix timidement murmurées ».

En avril 2022, elle sort le single Summer Nights. Il figure sur son troisième EP du même nom aux côtés du single Nine Stories. L'EP sort le 17 juin. Il est produit par son collaborateur de longue date, Jackson Phillips. Décrivant l'EP de cinq titres, Hazel English déclare qu'il s'agit : 
« d'une série de récits entrelacés qui constituent une plus grande histoire »
 Il est également publié physiquement par un label japonais, P-Vine Records.

## Discographie

### Albums studio
- 2020 : Wake UP!
- 2024 : Real Life[24]

### EPs
- 2016 : Never Going Home
- 2017 : Just Give In / Never Going Home
- 2022 : Summer Nights-EP

### Singles
- 2017 : PDA (en duo avec Day Wave (en))
- 2019 : Shaking
- 2021 : California Dreamin'
- 2021 : Nine Stories
- 2022 : Summer Nights
- 2022 : All Dressed Up (en duo avec Day Wave)
- 2022 : Hamilton
- 2023 : Slide
- 2023 : There She Goes
- 2023 : Heartbreaker
- 2023 : Real Life
- 2024 : Jesse (en duo avec Day Wave)
- 2025 : Baby Blue